# Frâns Holwerda
Frâns Holwerda (Leeuwarden, 17 maart 1938 - aldaar, 12 juni 2000) was een Nederlandse dichter, schrijver en literair criticus, die in het Fries publiceerde. Daarnaast was hij betrokken bij verschillende Friese literaire tijdschriften en organisaties.

## Leven
Frâns Holwerda groeide op bij de Bergumerdam nabij Bergum. Na de lagere school in Suameer en de HBS in Drachten te hebben gevolgd studeerde hij sociale geografie en geschiedenis aan de Rijksuniversiteit Groningen. Tot zijn pensionering was hij afdelingsdirecteur van de havo van scholengemeenschap "De Delta" (tegenwoordig: Piter Jelles Aldlân) in Leeuwarden.
Aanvankelijk was Holwerda vooral geïnteresseerd in de Nederlandse, Duitse en Spaanse literatuur, zijn interesse voor de Friese literatuur kwam pas op latere leeftijd. Hij volgde een aantal schrijfcursussen bij het Frysk Letterkundich Museum en Dokumintaasjesintrum (FLMD, sinds 2002 Tresoar) in Leeuwarden en publiceerde pas op 50-jarige leeftijd voor het eerst. Hij was redactielid van het Friese literaire tijdschrift De Strikel, het Skriuwerskalinderboek en medewerker aan De Strikelboekjes. Ook was hij redactielid van De Oesdrip en was hij een tijdlang secretaris van It Skriuwersboun (de Friese schrijversbond). Daarnaast was hij bestuurslid van de FLMD en lid van de Koperative Utjowerij.
Holwerda publiceerde gedichten in de Lyrische Courant, de Skriuwerskalinder, Operaesje Fers, Hjir en Trotwaer. In 1997 verscheen zijn enige dichtbundel, Wâldmanshikke. Over deze gedichten, waarin de liefde een belangrijke rol speelt, verklaarde Holwerda zelf dat ze waren beïnvloed door Adriaan Morriën en Rogi Wieg.
Op 12 juni 2000 (Pinkstermaandag) is Holwerda plotseling op 62-jarige leeftijd te Leeuwarden overleden.

## Werk
- 1997: Wâldmanshikke (gedichtenbundel)
- 2000: Snapshots: oantinkens oan W.F. Hermans as dosint wis- en natuurkundige ierdrykskunde 1956-1960, in Het is niet meer wat het nooit geweest is: bijdragen aan 25 jaar gedachtenwisseling in de SSN.

## Prijs
1993: Tweede prijs in de schrijfwedstrijd om De Gouden Pen van de Stichting Literaire Activiteiten Heerenveen, voor het verhaal De soan fan Doris Day
- Digitale Bibliotheek voor de Nederlandse Letteren: holw001
- International Standard Name Identifier: 0000 0003 9256 1528
- Nederlandse Thesaurus van Auteursnamen: 106668277
- Virtual International Authority File: 286566372
- WorldCat: E39PBJfMmGX8dRDCX7G9TpkCcP